# Mallos
Mallos (altgriechisch Μαλλός; lateinisch Mallus) war eine antike Stadt im östlichen, dem „ebenen“ Kilikien, in der Nähe des heutigen türkischen Ortes Kızıltahta, 28 Kilometer südöstlich von Adana. Sie lag am westlichen Ufer des Flusses Pyramos (des heutigen Ceyhan), der damals bei Magarsos (dem Hafen von Mallos, in der Nähe des heutigen Karataş) in das Mittelmeer mündete. Der Pyramus mündete in eine Lagune, die nach der Umleitung des Flusslaufes unter Justinian zu einem Süßwassersee wurde (Rhegma).

## Geschichte
Mallos gehörte zu den ältesten Städten in Kilikien. Es galt, wie Soloi, als argivische Gründung. In hellenistischer Zeit führte Mallos seine Gründung auf die mythische Gestalt Amphilochos, einen Sohn des Amphiaraos, zurück. Alexander der Große zog 333 v. Chr. durch Mallos und schlichtete Streitigkeiten zwischen den Bürgern. Als ein angeblicher Abkömmling des argivischen Herakles hob er den Tribut der Stadt an den Großkönig auf. Die Stadt war während der Diadochenkriege eine wichtige Basis für Antigonos Monophthalmos. Er überwinterte dort 315/314 v. Chr.; 312 v. Chr. nahm Ptolemaios I. die Stadt ein und verkaufte die Einwohner in die Sklaverei. Mallos wurde aber anscheinend nicht zerstört, und es existiert eine Reihe hellenistischer Inschriften. Antiochos III. nahm die Stadt 197 v. Chr. ein. Mallos gehörte zum Seleukidenreich und trug im 2. Jahrhundert v. Chr. eine Zeit lang den Namen Antiochia am Pyramos (nach Antiochos IV.).

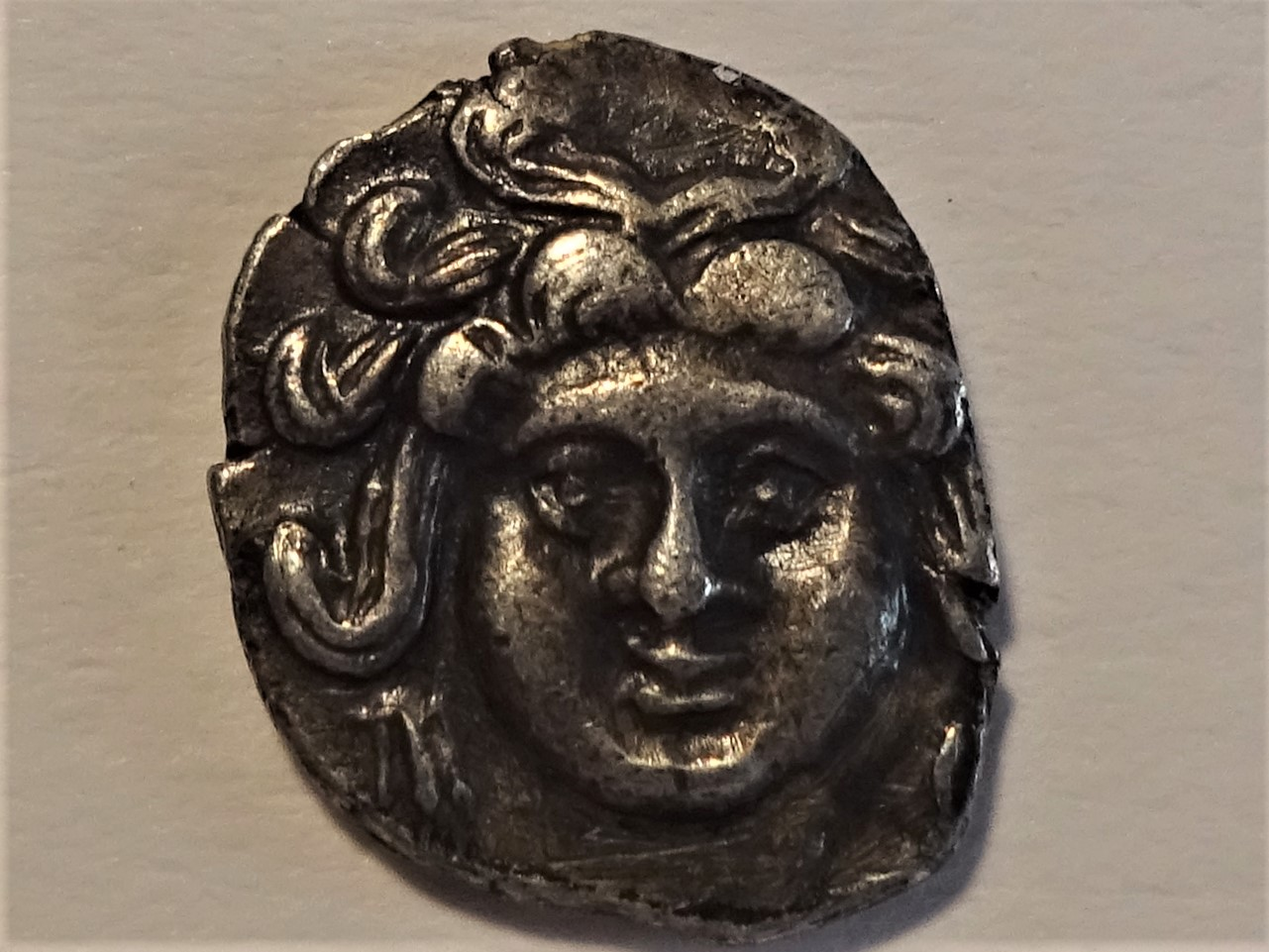
Obol aus Mallos mit Gorgoneion

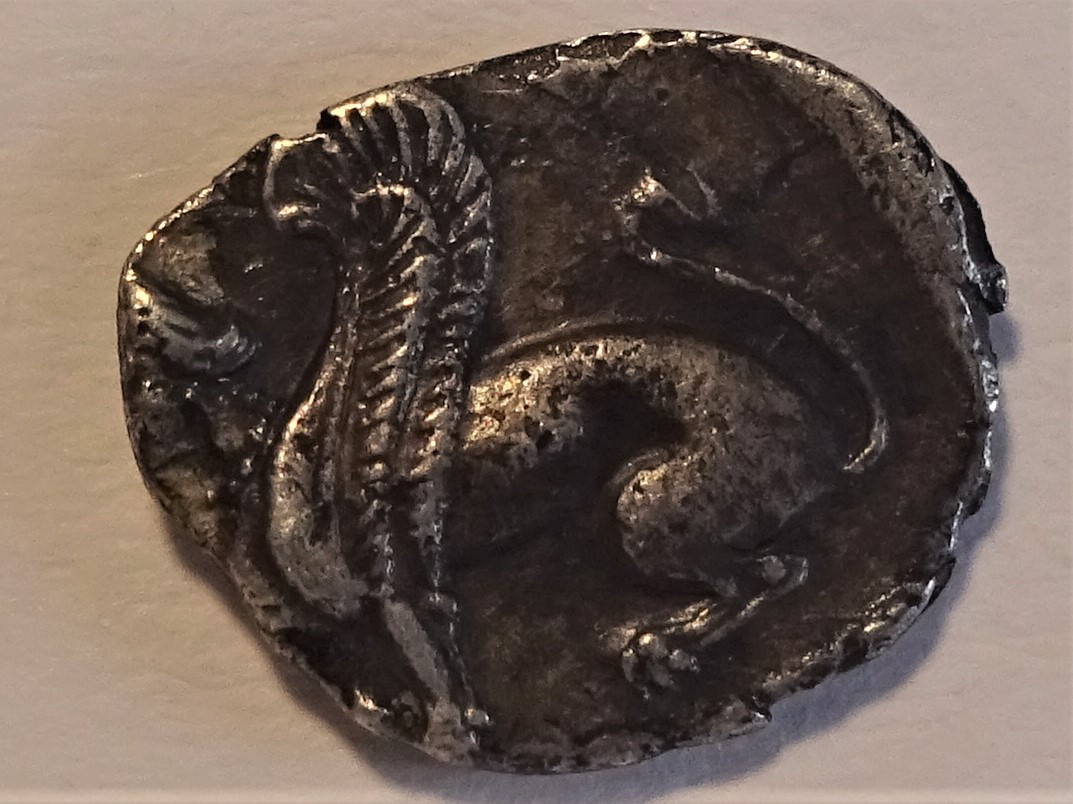
Rückseite des Obols aus dem 4. Jahrhundert v. Chr. mit Sphinx

67 v. Chr. siedelte der römische Feldherr Pompeius in Mallos wie in anderen kilikischen Städten besiegte Piraten an. 260 n. Chr. wurde die Stadt von den Sassaniden erobert. Seit dem 4. Jahrhundert war Mallos Bischofssitz. Auch nach der arabischen Eroberung bestand die Stadt weiter. 963 wurde sie von Johannes Tzimiskes in Brand gesteckt und wurde verlassen, der Name ging wohl auf das benachbarte Magarsos über.
In der Tradition des untergegangenen Bistums steht das Titularbistum Mallus der katholischen Kirche.

## Ruinen
In dem Dorf Kızıltahta fanden sich zahlreiche antike Steine als Spolien, darunter eine Grabinschrift, die die Stadt Mallos nennt. Zwischen dem modernen Dorf und dem Fluss liegt der Platz der antiken Siedlung auf einer Kuppe. Am Ceyhan haben sich Überreste einer römischen Brücke gefunden. William Mitchell Ramsay nahm noch eine Lage von Mallos bei Karataş an; die Siedlungsreste bei Kızıltahta wurden 1950 entdeckt.

## Berühmte Bürger
Mallos war der Geburtsort des Philosophen Krates von Mallos (2. Jahrhundert v. Chr.).